# Płaszka
Płaszka (Zatwór) – stosowana w bartnictwie deseczka zakrywająca szczelnie otwór barci, której celem jest zabezpieczenie jej wnętrza przed wpływem niekorzystnych warunków atmosferycznych. Zazwyczaj z wierzchu bywa zasłonięta śniotem.